# Filter (program)
 For alternative betydninger, se filter. (Se også artikler, som begynder med filter)
Et filter er et computerprogram, som kan fungere på den måde, at alt input læses fra standard input, som i udgangspunktet er computerens tastatur. Output sendes til standard output, der som udgangspunkt er skærmen. Hvis man anvender et filterprogram direkte, vil output dukke op på skærmen i samme takt som input skrives på tastaturet. Mange Unix-programmer er indrettede, så de kan virke som filtre. I Unix, og DOS for den sags skyld, kan man etablere forbindelser mellem to programmer med symbolet |. Med | bindes standard output fra det første program sammen med standard input til det næste.

## Eksempel
Her er et eksempel med tre programmer: 
```
grep foo fil.txt | nl | more
```

Programmet grep finder de linjer i fil.txt, som indeholder teksten foo. Denne liste ledes videre til nl, som tilføjer linjenumre og endelig vises resultatet med more. Hvis styresystemet understøtter det, kan de tre programmer afvikles samtidig.